# Vicente Arze
Vicente Arze Camacho (* 22. November 1985 in Santa Cruz de la Sierra) ist ein ehemaliger bolivianischer Fußballspieler auf der Position eines Mittelfeldspielers. 

## Karriere

### Jugend
Arze begann seine aktive Karriere als Fußballspieler in der berühmten Fußballakademie Tahuichi und kam von dort in den Nachwuchs des Club Blooming. In seiner Heimatstadt verweilte er bis 1999, ehe er zur Jahrtausendwende in die Jugendabteilung des argentinischen Erstligisten Newell’s Old Boys wechselte. Etwa zur gleichen Zeit verließ auch der FIFA-Weltfußballer des Jahres 2009, Lionel Messi, die Los Leprosos, so der Spitzname des argentinischen Vereins. Auch heute bekundet Vicente Arze, noch immer ein Fan des jetzigen FC-Barcelona-Spielers zu sein. Bei den Argentiniern kam er bis 2004 in verschiedenen Jugendspielklassen zum Einsatz und besuchte von 2000 bis 2002 die vereinseigene Akademie.
Nach seiner Rückkehr nach Bolivien entschloss er sich im Jahre 2004 dazu, in die Vereinigten Staaten zu gehen, um ein Studium zu beginnen und im dortigen Collegefußball zu spielen. An Mercer University kam er in seinem Freshman-Jahr in 21 Meisterschaftspartien zum Einsatz und erzielte drei Treffer erzielte. Am Saisonende wurde er als Atlantic Sun Conference Freshman of the Year ausgezeichnet und ins All-Atlantic Sun First Team gewählt. Aufgrund seiner Leistungen wurde Arze im Folgejahr erneut ins All-First-Team der Conferences gewählt. Während der Saison kam er bei 14 absolvierten Partien auf acht Treffer und drei Assists. Nach sieben Toren und einer Torvorlage in abermals 14 Meisterschaftsspielen wurde der junge Bolivianer in seinem Junior-Jahr 2006 ins All-Atlantic Sun Second Team gewählt. Während der Saison erzielte Arze in einem Spiel einen Hattrick, in einem weiteren traf er im Doppelpack. Ein weiteres Mal ins All-Second-Team der Conference wurde der Mittelfeldakteur in seinem abschließenden Senior-Jahr gewählt, während dessen er in 19 Spielen von seiner Qualität als Mittelfeldspieler überzeugte, als er auf fünf Treffer und sieben Torvorlagen kam. Während seiner gesamten Zeit an der Mercer University kam Arze so auf insgesamt 68 Meisterschaftseinsätze, 23 Tore und 18 Torvorlagen.

### Vereinskarriere
Vicente Arze ist neben Richard Perdomo und Roberto Cronembold Aguilera einer der wenigen Spieler, die den Sprung von der Mercer University in den Profifußball schafften. Arzes Eintritt in den Profifußball begann langsam, als er im MLS Supplemental Draft 2008 als 25. Pick in der zweiten Runde zu den Kansas City Wizards gedraftet wurde. Dort wurde ihm jedoch kein Profivertrag angeboten, weshalb er nur kurz nach seinem Draft einen Ein-Jahres-Vertrag bei den Vancouver Whitecaps annahm, die zum damaligen Zeitpunkt noch in der zweitklassigen nordamerikanischen USL First Division (USL-1) spielten.
Sein Profidebüt gab Arze gleich in der ersten Runde am 12. April 2008 in einem 1:0-Erfolg über den kanadischen Rivalen Montreal Impact. Zu seinem ersten Treffer als Profifußballspieler kam er am 24. Mai 2008 bei einem 1:0-Auswärtssieg über die Portland Timbers. Noch in der gleichen Woche wurde er wegen seines Treffers zusammen mit seinem Teamkollegen Adrian Cann ins Team of the Week der USL-1 gewählt. Am Ende der Spielzeit rangierten die Whitecaps mit einem Punkt Abstand auf den offensivstarken Puerto Rico Islanders FC in der Endtabelle der Regular Season auf dem zweiten Tabellenplatz. In den nachfolgenden Playoffs gewann das Team von Teitur Þórðarson am 12. Oktober 2008 durch einen 2:1-Finalsieg gegen die Puerto Rico Islanders den Meistertitel.
Bei der Canadian Championship 2008, während der der Bolivianer zu zwei Kurzeinsätzen kam, erreichten die Vancouver Whitecaps nur den dritten und damit letzten Platz des Wettbewerbs. Zusammen mit Osvaldo Alonso von Charleston Battery und Martín Núñez von den Carolina RailHawks war er einer der Anwärter auf den Rookie of the Year-Award der USL First Division. Während der gesamten Saison brachte er es auf 26 Ligaeinsätze, in denen er ein Tor erzielte und zwei Assists gab.
Am Saisonende verlängerte er seinen Vertrag um ein Jahr. In der Spielzeit 2009 kam er zu weiteren Ligaeinsätzen und wurde zusammen mit Lyle Martin mit dem Whitecaps Blue & White Award ausgezeichnet. Außerdem wurde im selben Jahr in seine Heimat zum Club Aurora in die höchste Spielklasse des Landes verliehen, wobei er zu zwei Ligaeinsätzen kam. Mit dem Ende der Saison 2009 verließ Vicente Arze die Vancouver Whitecaps.

### Nationalmannschaft
Während seiner Zeit im Nachwuchs der Newell’s Old Boys wurde Arze in den Kader der bolivianischen U-20-Nationalmannschaft geholt. Dabei kam er während der U-20-Fußball-Südamerikameisterschaft des Jahres 2003 zum Einsatz. Das Turnier diente gleichzeitig als Qualifikation zur Junioren-Fußballweltmeisterschaft 2003 in den Vereinigten Arabischen Emiraten.

## Erfolge
- 1× Meister der USL First Division (USL-1): 2008
- 2. Platz in der Regular Season 2008
- 1× Vizemeister der USL First Division (USL-1): 2009

## Familie/Privates
Der Mittelfeldspieler stammt aus einer sportbegeisterten Familie. Seine Mutter ist eine ehemalige bolivianische Bowling-Meisterin, sein Onkel Monen Camacho ehemaliger südamerikanischer Autorennfahrer und sein Cousin Diego Camacho Tennisspieler, der für sein Heimatland am Tennisturnier der Olympischen Spiele 2000 in Sydney teilnahm.
Gleich nach seinem Wechsel von Argentinien in die USA wohnte Arze ab 2004 in Macon im US-Bundesstaat Georgia. Im Mai 2008 machte er seinen Abschluss an der Mercer University in den Fächern Betriebswirtschaft und Marketing. 